# Maria Woźniczka
Maria Woźniczka (* 11. April 1997) ist eine polnische Volleyballspielerin. Sie spielt auf der Position Zuspiel.
Ihre Zwillingsschwester Magdalena ist ebenfalls Volleyballspielerin.